# （1）落下する水、（2）照明用ガス、が与えられたとせよ
『（1）落下する水、（2）照明用ガス、が与えられたとせよ』 (いち らっかするみず に しょうめいようガス があたえられたとせよ、フランス語: Étant donnés: 1° la chute d'eau / 2° le gaz d'éclairage) は、マルセル・デュシャンの主な作品のうち最後のもの。単にÉtant donnés（エタン・ドネ）とも呼ばれる。日本語においては『1.落ちる水 2. 照明用ガス、が与えられたとせよ』『与えられたとせよ 1. 落ちる水 2. 照明用ガス』『（一）水の落下、（二）照明用ガス／が与えられたとせよ』とも訳され、『遺作』とも呼ばれる。
多作であった美術界でのキャリアの後は美術を放棄し、ほぼ25年間チェス競技に没頭していると思われていたため、この作品は美術界を驚かせた。デュシャンが『彼女の独身者たちによって裸にされた花嫁、さえも』（通称、『大ガラス』）を制作したときは、シュールレアリストたちと作品を制作していた。この作品は絵画（タブロー）であり、木製のドアにある一対ののぞき穴（それぞれの目に対応している）を通してのみ見ることができる。絵には、仰向けになって顔を隠し、足を広げ、片手でガス灯を持った裸の女性が風景を背景にして描かれている。
デュシャンは、1946年から1966年までニューヨークのグリニッジ・ヴィレッジにあるアトリエでひそかにこの作品に取り組んでいた。1946年から1951年までデュシャンの交際相手であったブラジルの彫刻家マリア・マルティンスが作品の女性の体のモデルを務め、2番目の妻であるアレクシーナ・デュシャン（ティニー）が腕のモデルを務めた。デュシャンは4リングバインダーで「取扱説明書」を作成し、この作品の組み立てと分解の方法を説明し図解した。
当時フィラデルフィア美術館の若いキュレーターで、後に館長を務めるアン・ダノンコートが、この作品の購入とフィラデルフィアへの移送作業にあたった。作品の設置と鑑賞は自分の死後にせよとのデュシャンの希望どおり、未亡人アレクシーナと継息子のポール・マティスが、デュシャンの死の1年後である1969年にフィラデルフィア美術館にこの作品を設置し一般公開した。